# Santa Elena el Lagartero
Santa Elena el Lagartero är en ort i Mexiko.   Den ligger i kommunen La Trinitaria och delstaten Chiapas, i den sydöstra delen av landet, 900 km sydost om huvudstaden Mexico City. Santa Elena el Lagartero ligger 621 meter över havet och antalet invånare är 126.
Terrängen runt Santa Elena el Lagartero är varierad. Runt Santa Elena el Lagartero är det ganska tätbefolkat, med 67 invånare per kvadratkilometer. Närmaste större samhälle är Nuevo Llano Grande, 1,9 km sydväst om Santa Elena el Lagartero. Omgivningarna runt Santa Elena el Lagartero är en mosaik av jordbruksmark och naturlig växtlighet.